# Ítalo Espinoza
Ítalo Gilmar Espinoza Gómez (Lima, 17 de abril de 1996) es un futbolista peruano. Juega como guardameta y su actual equipo es el Cienciano de la Liga 1 de Perú.

## Trayectoria

### Universidad San Martín
En el 2016 fue promovido a la San Martín. Aquel año debutó en Primera en la Universidad San Martín. Fue habitual suplente de Ricardo Farro y jugó 3 partidos.

### Carlos Mannucci
Para el 2017 se fue cedido a Carlos Mannucci que en ese entonces estaba en Segunda División donde solo jugó un partido.

### Ayacucho FC(1ª etapa)
Para el 2018 ficha por Ayacucho FC siendo fundamental para el Torneo Clausura. Llegó a jugar un total de 20 encuentros en toda la temporada.

### Alianza Lima(1ª etapa)
Para el año 2019 ficha por Alianza Lima para afrontar la Liga 1 y la Copa Libertadores.

### Ayacucho FC(2ª etapa)
Regresó a Ayacucho FC para jugar las temporadas 2021 y 2022.

### Alianza Lima(2ª etapa)
El 27 de diciembre de 2022, Alianza Lima confirmó la incorporación de Ítalo por toda la temporada 2023.

### Cienciano
En diciembre de 2023, Cienciano confirmó la incorporación de Ítalo para la temporada 2024.

### Alianza Universidad
En enero de 2025, Ítalo Espinoza se unió al Alianza Universidad de Huánuco, firmando un contrato hasta el 31 de diciembre de 2025.

## Clubes
| Club                      | País | Año       |
| ------------------------- | ---- | --------- |
| Universidad de San Martín | Perú | 2016      |
| Carlos A. Mannucci        | Perú | 2017      |
| Ayacucho FC               | Perú | 2018      |
| Alianza Lima              | Perú | 2019-2020 |
| Ayacucho FC               | Perú | 2021-2022 |
| Alianza Lima              | Perú | 2023      |
| Cienciano                 | Perú | 2024      |
| Alianza Universidad       | Perú | 2025      |

## Palmarés

### Torneos cortos
| Título          | Club         | País | Año  |
| --------------- | ------------ | ---- | ---- |
| Torneo Clausura | Alianza Lima | Perú | 2019 |
| Torneo Apertura | Alianza Lima | Perú | 2023 |